# Autotechniek
Autotechniek is alles wat met het ontwerpen, fabriceren, onderhouden en herstellen van auto's te maken heeft.
In het hoger onderwijs komt autotechniek als vak of studierichting voor in onder meer de volgende instituten:
- In Eindhoven kan er op de TU een bachelor in de Automotive Engineering behaald worden, onder de naam BSc Electrical Engineering "Track Automotive".
- te Arnhem aan de HTS, ook bekend als opleidingsinstituut tot "auto-ingenieur", waar men een bachelor in de autotechniek (met opties) kan volgen.
- Een bachelor in de autotechniek kan men ook behalen in Kortrijk en te Hoboken bij Antwerpen.
- In Mechelen aan de WENK-Hogeschool en in Antwerpen aan de Karel de Grote-Hogeschool kan men een opleiding volgen voor industrieel ingenieur in de "automotive engineering".
- Aan de Fontys te Eindhoven de opleidingen: Automotive Engineering, Automotive Education, Automotive Management.
- Aan de Hogeschool Rotterdam te Rotterdam de opleiding Autotechniek en de lerarenopleiding Motorvoertuigtechniek.

Ook op mbo- en TSO- niveau bestaan er verschillende scholen die autotechniekers afleveren.

## Beroep
Wanneer iemand autotechniek in de mbo richting heeft gestudeerd, is diegene gekwalificeerd voor het beroep van autotechnicus. Maar ook werkplaatsreceptionist en werkplaatschef zijn mogelijkheden.
Autotechniek gevolgd op lbo/vmbo-niveau start op het niveau leerling/hulpmonteur en wordt tweede monteur (autotechnicus) na het behalen van het daarop volgende MBO-diploma op niveau 2. Velen van hen studeren naast hun werk door voor eerste monteur (niveau 3) of technisch specialist (niveau 4, eerste monteur + aanvullende diagnostische vaardigheden)
Als men hbo afgestudeerde autotechnieker is, zijn functies binnen een importeur of fabrikant (management, ontwerper, research and development, ect.) toegankelijk.